# Бистра (притока Ворскли)
Бистра — річка стариця в Україні, у Охтирському районі Сумський області. Ліва притока Ворскли (басейн Дніпра).

## Опис
Довжина річки приблизно 3,2 км.

## Розташування
Витікає з річки Ворскли на північному сході від Журавне. Спочатку тече на північний схід, потім переважно на південний захід і біля Пилівки впадає у річку Рукав Киселиха, ліву притоку Ворскли.